# Immigrant Song
Immigrant Song är en rocklåt skriven av Jimmy Page och Robert Plant, framförd av medlemmarna i Led Zeppelin på albumet Led Zeppelin III som utgavs 1970. Immigrant Song inledde albumet och är en av gruppens mest kända låtar. Den utgavs också som singel i ett flertal länder, dock inte i hemlandet Storbritannien.
Det är en kort komposition på endast 2 minuter och 23 sekunder, men mycket energisk, med markerade trumslag och riff tillsammans med Robert Plants mystiska skrik mellan verserna. Tillsammans med "Celebration Day" är låten en av de snabbare låtarna på gruppens tredje album, som annars är präglat av lite lugnare och akustiska låtar. Låttexten handlar om vikingar på resa västerut, kanske till Amerika.
Trent Reznor gjorde en cover på låten som är ledmotivet till The Girl with the Dragon Tattoo.
Låten spelas ett par gånger i filmen Thor: Ragnarök, och är även med i filmens teaser trailer.

## Listplaceringar
| Lista (1970-1971) | Position               |
| ----------------- | ---------------------- |
| Australien        | 16 (Go Set)            |
| Finland           | 22                     |
| Kanada            | 4                      |
| Nederländerna     | 9                      |
| Nya Zeeland       | 4 (NZ Listner)         |
| Schweiz           | 4                      |
| Spanien           | 9                      |
| USA               | 16 (Billboard Hot 100) |
| Västtyskland      | 6                      |
| Österrike         | 13                     |